# مكشاف شحنة
مكشاف الشِحنة أو المِكشاف الكَهْرَبيّ أو المِكهار (بالإنجليزية: Electrometer) من أجهزة القياس، متنوع الاستعمال، ذو ورقتين ذهبيتين. وهو، في الكهرباء، جهازٌ يقيس فرق الجهد، وأما في الفيزياء، فجهازٌ يكشف عن الإشعاعات الكهربية الضئيلة ويقيسُها
أنواعه كثيرة: بين التاريخية اليدوية، والآليَّة، وهو المسؤول عن قياسات منخفضة جدًا في تسرب التيارات
وتُستعمل أوراق الذهب في هذا الجهاز؛ لأنها من الأدوات الحساسة لبيان الشِحنة الكهربائية  وتُغَلَّف الاوراق بغلاف زجاجي يحميه من الجفاف.